# Szpárti
Szpárti (görög írással: Σπάρτη) város Görögországban, a Peloponnészoszi-félszigeten, a Lakonía prefektúrában. Az ősi Spárta városának területén fekszik.
Lakossága 17 ezer fő volt 2011-ben.

## Története
Makedónia i. e. 148-ban történt római provinciává válása után Spárta is római uralom alá került. A rómaiak tiszteletben tartották Spárta dicsőséges múltját, s lehetővé tették, hogy polgárai visszatérjenek a likürgoszi törvényekhez. A katonai szervezet újjáalakítását azonban óvatosságból megakadályozták. Spárta turisztikai célpont lett. A rómaiak közül nagyon sokan keresték fel a várost.
Spártát a 4. században Alarich pusztította el, maradék lakossága pedig a 9. században a szlávok elől menekült el. A bizánciak ugyan újraépítették, de régi fényét már soha nem nyerte vissza.

## Fordítás
Ez a szócikk részben vagy egészben  a   Sparta (modern) című angol Wikipédia-szócikk fordításán alapul.  Az eredeti cikk szerkesztőit annak laptörténete sorolja fel. Ez a jelzés csupán a megfogalmazás eredetét és a szerzői jogokat jelzi, nem szolgál a cikkben szereplő információk forrásmegjelöléseként.